# Los Abrigos
Los Abrigos es una de las entidades de población que conforman el municipio de Granadilla de Abona, en la isla de Tenerife —Canarias, España—.

## Toponimia
El nombre de la localidad proviene de la existencia en su costa de numerosas calas resguardadas o abrigos.

## Características
Los Abrigos es una localidad costera ubicada a casi 15 kilómetros del casco urbano de Granadilla, alcanzando una altitud media de unos 20 m s. n. m. Abarca una superficie de 6,52 km² que alberga el espacio natural protegido de la reserva natural especial de Montaña Roja.
Está formado por el núcleo tradicional de Los Abrigos y por las urbanizaciones de La Mareta y La Tejita, así como por el Residencial Sotavento. Hasta el año 2007 el núcleo de Casablanca se incluía en la entidad de Los Abrigos, pasando en esa fecha a incluirse en la de San Isidro.
La localidad cuenta con el Centro de Enseñanza Infantil y Primaria Los Abrigos, un centro cívico, un centro social de la Asociación de la Tercera Edad Los Abrigos, la iglesia parroquial dedicada a San Blas, una oficina de Correos, una farmacia, varias entidades bancarias, plazas públicas, parques infantiles, así como bares, restaurantes y otros comercios. Los Abrigos cuenta además con apartamentos, varios espacios habilitados como miradores, un área de camping e instalaciones deportivas —campo municipal de béisbol, polideportivo y cancha de baloncesto—.

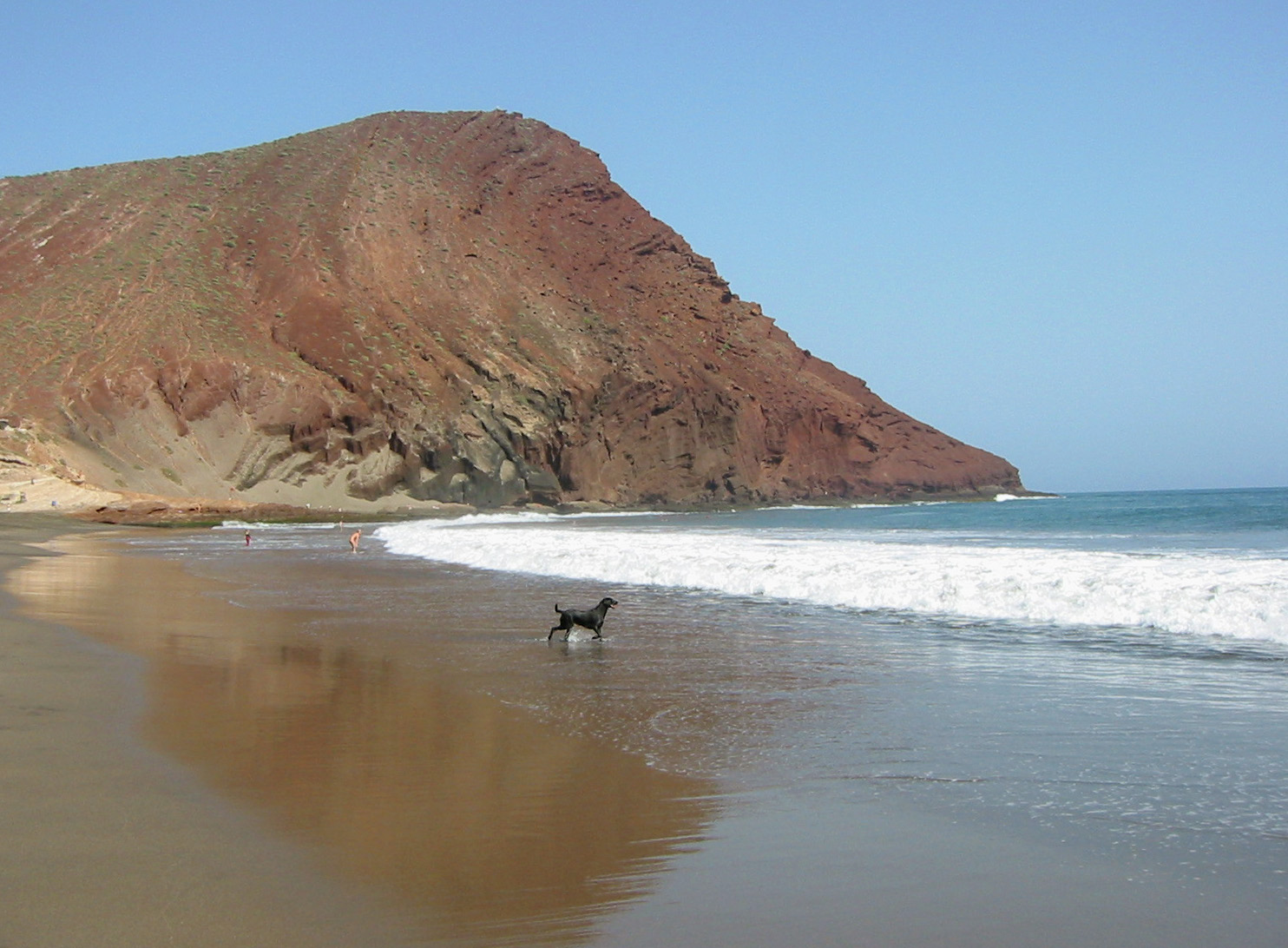
Playa de La Tejita, con la Montaña Roja al fondo.

Los Abrigos cuenta con las playas de Los Abrigos, Playa Chica, La Mareta, del Horno o El Confital y la playa de Montaña Roja. Sin embargo, la más popular es La Tejita, playa de un kilómetro de longitud y de unos 33 metros de ancho apta para la práctica del nudismo.
En el entorno de la localidad sobresale la Montaña Roja. Declarada reserva natural especial, se trata de un cráter volcánico de arenas rojizas semiarrasado por la acción erosiva del mar, con una mitad emergida y la otra sumergida. Los alrededores de la montaña conforman uno de los principales ejemplos del hábitat de arenas inorgánicas de Tenerife, poseyendo también muestras de humedales y una rica avifauna asociada.

## Historia

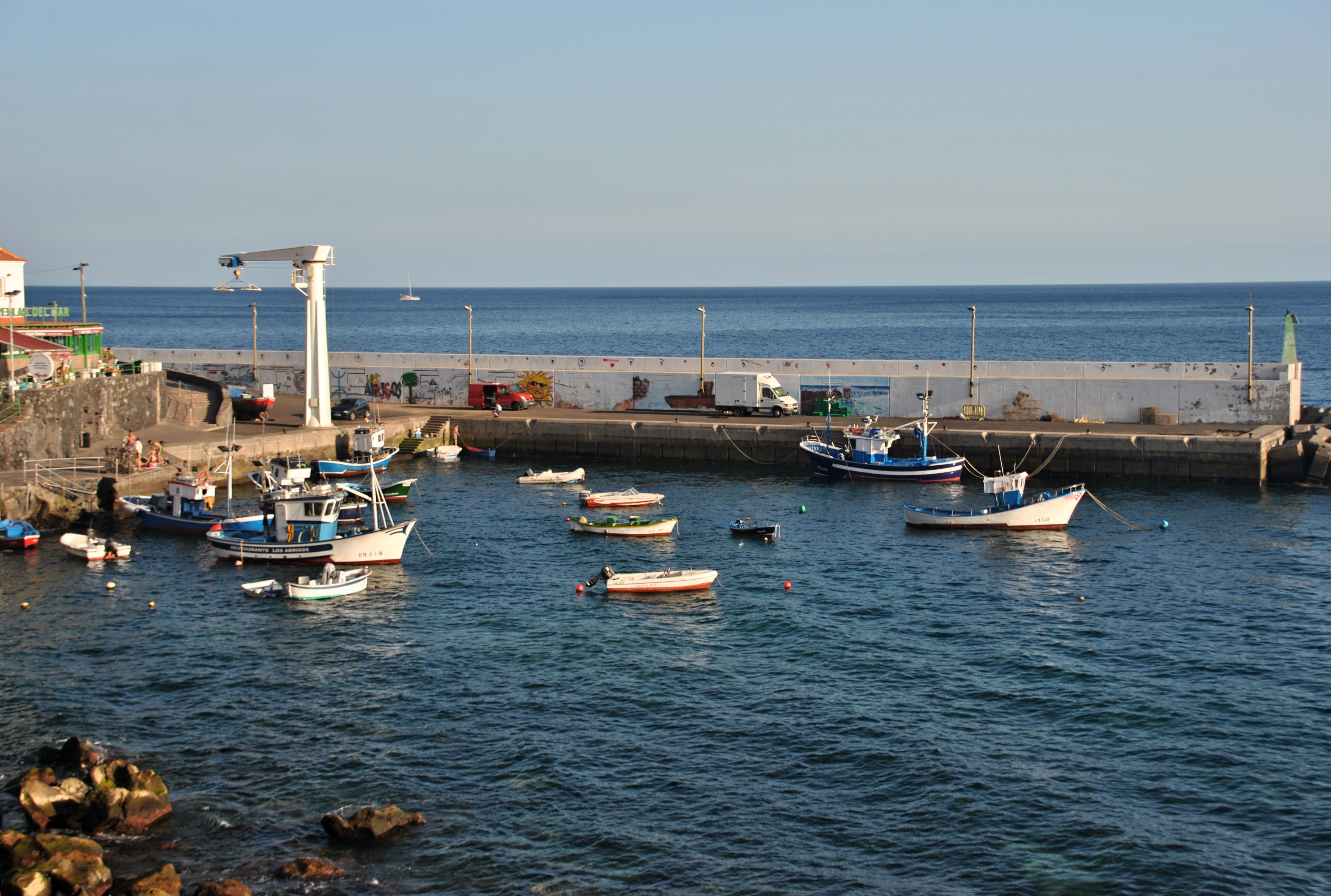
Puerto pesquero de Los Abrigos.

La zona de Los Abrigos constituyó uno de los puertos naturales del sur de la isla más utilizados durante los primeros años de la colonización en el siglo xvi, siendo conocido originalmente como caleta de los Abadejos.
El 1 de octubre de 1519 arribó a la playa de La Tejita la flota de Fernando de Magallanes, que había recalado en Tenerife durante el inicio de su primer viaje de vuelta al mundo. Aunque en un primer momento la flota hizo escala en el puerto de Santa Cruz de Tenerife, hubo de ocultarse en la ensenada de Montaña Roja pues tuvieron noticia de que una escuadra portuguesa los buscaba para prenderlos. Finalmente, el 2 de octubre parte Magallanes hacia América.
A mediados del siglo xix el núcleo aún no se hallaba consolidado:

ABRIGO. (EL) Caserío situado en término jurisdiccional de la Granadilla, partido judicial de la Orotava, isla de Tenerife. Dista de la cabeza del distrito municipal 11 kilómetros 368 metros y lo componen 2 edificios de un piso habitados constantemente por 1 vecino 6 almas.
Pedro de Olive, 1865.

A partir de finales del siglo xix Los Abrigos se convierte en el puerto de escala del municipio de San Miguel de Abona para las naves de cabotaje en las rutas entre Santa Cruz de Tenerife y el Sur de la isla. En 1907 se proyecta una carretera entre el casco de San Miguel y el puerto de Los Abrigos que se concluye en 1922, y que se enmarcaba dentro de un plan estatal de apoyo a la iniciativa privada para sacar los productos agrícolas —plátanos, papas y tomates— de la incipiente economía de exportación del sur de Tenerife.
En la década de 1940 se desarrollan las plantaciones en invernadero sobre todo de tomates, gracias a la construcción del Canal del Sur que trasvasaba agua desde Fasnia y Arico a los municipios meridionales más secos. También en esta década, durante el desarrollo de la Segunda Guerra Mundial, se construyen en la costa una serie de defensas militares entre La Mareta y El Médano ante una posible invasión de las Fuerzas Aliadas, y se levanta la ermita de San Blas.

## Demografía
Vivió un fuerte crecimiento urbanístico desordenado, con viviendas de autoconstrucción de personas que trabajaban en los núcleos turísticos y el sector servicios del sur de Tenerife. De 395 habitantes en 1981 pasó a 777 en 1991.

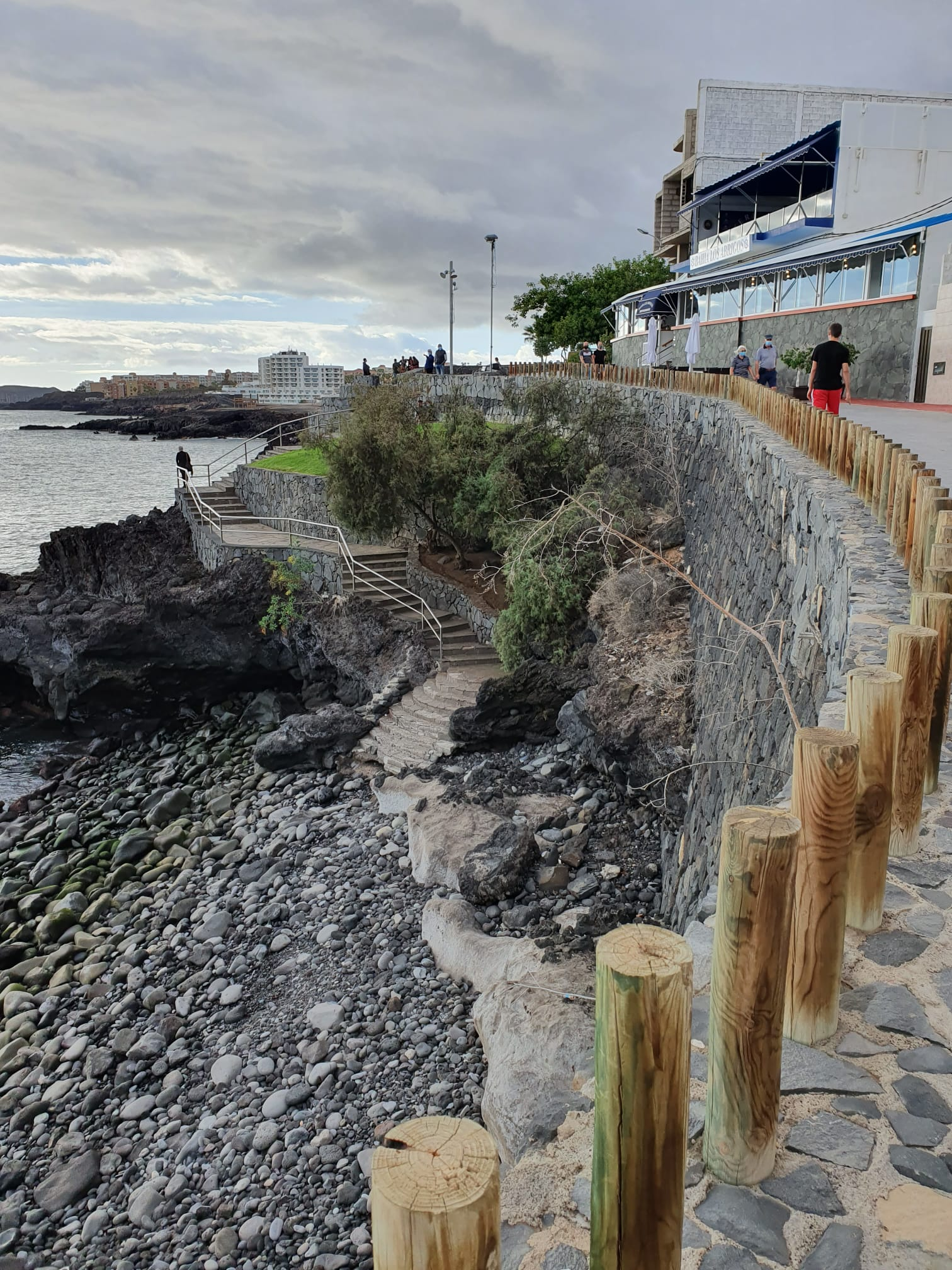
imagen de la playa de Los Abrigos